# Fator de tolerância de Goldschmidt
O Fator de Tolerância de Goldschmidt (da palavra alemã Toleranzfaktor) indica a estabilidade e/ou a distorção das estruturas cristalinas. Originalmente, era usado apenas para descrever a estrutura ABO 3 da perovskita, mas, nos dias modernos, os fatores de tolerância também são usados para a ilmenita.
Alternativamente, o mesmo pode ser utilizado para calcular a compatibilidade de um íon, com uma estrutura cristalina.
A primeira descrição deste fator de tolerância, para a perovskita, foi feita por Victor Moritz Goldschmidt, em 1926.

## Expressão matemática
O Fator de tolerância de Goldschmidt ({\displaystyle t}) é um número adimensional que é calculado a partir da razão dos raios dos íons  (cátions e ânions):
| {\displaystyle t={r_{A}+r_{O} \over {\sqrt {2}}(r_{B}+r_{O})}} |                           |                                              |
| r A é o raio do cátion A.                                      | r B é o raio do cátion B. | r O é o raio do ânion (geralmente oxigênio). |

Em uma estrutura de perovskita cúbica ideal, o parâmetro de rede (ou seja, comprimento da rede) da célula unitária pode ser calculado utilizando a seguinte equação:
| {\displaystyle a={\sqrt {2}}(r_{A}+r_{O})=2(r_{B}+r_{O})} |                           |                                              |
| r A é o raio do cátion A.                                 | r B é o raio do cátion B. | r O é o raio do ânion (geralmente oxigênio). |

## Estrutura da perovskita
A estrutura da perovskita pode possuir os fatores de tolerância (t) a seguir:
| Fator de tolerância de Goldschmidt (t) | Estrutura                  | Explicação                                                    | Exemplo                                           | Exemplo de treliça |
| -------------------------------------- | -------------------------- | ------------------------------------------------------------- | ------------------------------------------------- | ------------------ |
| >1                                     | Hexagonal ou tetragonal    | Íon A muito grande ou íon B muito pequeno.                    | - BaNiO 3 - BaTiO3 (t=1,0617）                    | -                  |
| 0,9-1                                  | Cúbico                     | Os íons A e B têm tamanho ideal.                              | - SrTiO 3                                         |                    |
| 0,71 - 0,9                             | Ortorrômbico / Romboédrico | Íons A muito pequenos para caber nos interstícios dos íons B. | - GdFeO 3 (Ortorrômbico) - CaTiO 3 (ortorrômbico) |                    |
| <0,71                                  | Estruturas diferentes      | Os íons A e B têm raios iônicos semelhantes.                  | - Ilmenita, FeTiO3 (Trigonal)                     | -                  |